# 台北捷運小碧潭支線
小碧潭支線（しょうへきたんしせん）は、台湾 新北市 新店区の七張駅と小碧潭駅とを結ぶ台北捷運・新店線の支線である。

## 概要
当初、新店線七張駅と新店市碧潭地区にある新店機廠（車両基地）とを結ぶ引込線（車庫線）として建設された。その後、碧潭地区の要望と車両基地付近の再開発計画によって、新駅の増設と旅客線への切替が決定され、小碧潭駅を車両基地内に建設する形で、2004年9月に開通した。

## 沿革
- 2004年9月24日 - 小碧潭 - 七張無料試乗会を実施（七張駅下車不可）
- 2004年9月29日 - 開業
- 2006年7月22日 - 小碧潭支線専用3輌編成列車の運行開始

## 駅一覧
| 駅番号 | 駅名                | 駅名         | 駅名                                     | 駅間 キロ | 累計 キロ | 接続路線・備考        | 所在地        |
| 駅番号 | 日本語              | 繁体字中国語 | 英語                                     | 駅間 キロ | 累計 キロ | 接続路線・備考        | 所在地        |
| ------ | ------------------- | ------------ | ---------------------------------------- | --------- | --------- | --------------------- | ------------- |
| G03    | 七張駅              | 七張站       | Qizhang                                  | 0.0       | 0.0       | ■松山新店線（新店線） | 新北市 新店区 |
| G03A   | 小碧潭駅 (新店高中) | 小碧潭站     | Xiaobitan （Xindian Senior High School） | 1.9       | 1.9       |                       | 新北市 新店区 |